# あいにくあんたのためじゃない
『あいにくあんたのためじゃない』は、柚木麻子による日本の小説。短編集。『小説新潮』（新潮社）2019年7月号から2023年7月号にかけ掲載された5編と、『文藝』（河出書房新社）2020年秋季号に掲載された1編の全6編を加筆修正のうえ収録し、2024年3月21日に新潮社から単行本が刊行された。第171回直木賞候補作。
逆境に立ち向かい道を見つけていく主人公たちの姿を描くエンパワーメント小説。単行本のタイトルはモーニング娘。'23の楽曲『Wake-up Call〜目覚めるとき〜』の歌詞から取られている。
単行本の刊行に先立ち、2024年2月27日からコミカライズ版がWEB漫画誌『くらげバンチ』（新潮社）にて連載された。

## 制作背景
収録作の執筆時期がコロナ禍を挟んでおり、レジオネラ肺炎の罹患経験から外出しないよう主治医から言われていた作者は、SNSを駆使して外の世界と繋がりつつも、自宅に閉じこもりワンオペ育児をしながら小説を執筆した日々が収録作に反映されていると振り返る。「パティオ8」は、コロナ禍に庭が使えなくなった作者の友人が引っ越しを余儀なくされた実話を下敷きに執筆されている。
また、小説執筆のため「めんや 評論家おことわり」ではラーメンを一から作くり、「スター誕生」ではラッパーに取材して、自分でも韻を踏んでみたりするなど実際に体験することを通し、これまで分からないと思ってきた人たちの心の内をうかがい知ることができたという。

## あらすじ
めんや 評論家おことわり
2年前、ラーメン評論家の佐橋ラー油はミシュランで二つ星を獲得した「中華そば のぞみ」に二度も門前払いされ、同様な対応をされたラーメン愛好家の仲間たちとSNSで店を批判する。しかし、過去にラーメン武士の名で投降したプライバシーへの配慮に欠けたブログの魚拓を晒され、他のラーメン店からも入店を拒まれる事態に。バッシングとともに佐橋は評論家の仕事を失い、何を食べても味がしなくなる。佐橋は過去のブログをSNSで謝罪すると、人気ラーメンYouTuberの替え玉太郎から「のぞみ」の店主・柄本希への謝罪を仲介するとDMが届き、店主が謝罪を受け入れたので「のぞみ」でラーメンを食べようと誘われる。
BAKESHOP MIREY'S
留学斡旋会社の主任・秀実は、1年の期間限定で東京から東北の山間の街に赴任する。そこで彼女は、昼間だけ手打ちうどんを出している「焼き鳥 くろ兵衛」のアルバイト・未怜と出会う。未怜は英国文化に興味を持ち、特にテレビドラマ「ダウントン・アビー」のファンで、自宅の壁にそのポスターを貼るほどだった。かつてイギリス留学を経験し翻訳家を目指していた秀実は、そんな未怜と意気投合する。未怜が昼間に「くろ兵衛」を間借りしてベイクショップを開く夢を語ったことから、秀実は彼女を応援しようと業務用のオーブンレンジのプレゼントを考えるようになる。
トリアージ2020
デザイン会社で働く40歳の升摩利子は、突然の妊娠を機にシングルマザーとして生きる決意をする。彼女は終の住処として急勾配の坂の途中にある古びたマンションの1階を購入。コロナ禍による自粛生活が始まり、摩利子はもどり悪阻に苦しみながらリモートワークをこなす日々を送る。そんな中、ネットを通じ知り合った長寿医療ドラマ「トリアージ」の熱狂的ファン・よこちんが摩利子の状況を心配し、彼女の母・横山さんに食材の差し入れを持たせることに。横山さんとの交流を重ねるうちに、摩利子は娘の話題を振るたびに黙り込む様子から横山親子の微妙な距離感に気づく。
パティオ8
共用の中庭（パティオ）を囲むように建てられた平屋建てマンション「パティオ6」。そこに住む5家族は、コロナによる緊急事態宣言中、在宅勤務をしながら子どもたちを中庭で遊ばせ、住民同士で見守り合っていた。しかし、101号室の住人が「リモート商談に支障が出るので子どもたちを中庭で遊ばせないでほしい」と不満を漏らす。その晩、リモート飲み会を開いたパティオ6の6人の女性住人たちは101号室の住人への怒りをぶちまけ、彼が商談でカラオケ用ワイヤレスマイクを売り込んでいると知ると、商談を横取りして一儲けしようと酒の勢いも手伝って大いに盛り上がる。
商店街マダムショップは何故潰れないのか?
コロナ禍で銀座の革製品ショップが長期休業、配送センターへの辞令が出た40歳の副店長・あっちゃんは退職を選び、日本海を望む故郷の港町へ戻る。そこで22歳年下の幼馴染で、先週高校を卒業したばかりの琴美と再会し、寂れた商店街のレストランでお茶をする。二人は、客足もないのに潰れることもなく20年以上も前から営業を続ける婦人雑貨店「ドゥリヤン」の話題となる。琴美は大学入学で上京する前に「ドゥリヤン」で買い物をすると言い出し、二人はついに店へ足を踏み入れる。琴美はカエルの置物を購入するが、その日を境に二人の周囲で不穏な出来事が起こり始める。
スター誕生
YouTuberの独居老人しげるはファミレスで動画撮影中、子供が映り込んでいないか母親から低姿勢で確認される。しげるはアップした動画をチェックして問題があると連絡をもらえば削除すると名刺を渡すが、育児が多忙でそんな暇はないと母親から激高される。しげるは母親の態度が批判されると高をくくり動画を配信するが、逆に自分の横柄な態度が視聴者から非難され、一方、女性の抗議の言葉が韻を踏んでいたことが注目され、「MCワンオペ」としてネットで大バズりする。そんな中、昼帯番組のキャスターで元アイドルの真木信介は、番組の低迷を打破するためにMCワンオペをゲストに招こうと画策、情報を握るしげるに接触を試みるが、彼もMCワンオペを動画配信の相方に迎えようと考えていた。信介としげるは互いの魂胆を罵り合いながらも2人でMCワンオペを探し始める。

## 登場人物
めんや 評論家おことわり
- 2023年を起点とした人物設定。

佐橋ラー油（さはし ラーゆ） / ラーメン武士
ラーメン評論家のライター。元情報誌編集者でブロガー。45歳。ふくよかな体型に非モテ独身自虐キャラ。
2年前、入店を二度断られた「中華そば のぞみ」への批判を機に、逆に世間からバッシングされライターとして落ちぶれる。
10年以上前、ラーメン武士の名前でプライバシーへの配慮に欠けたラーメン店を評論するブログを投稿していた。
柄本 希（えもと のぞみ）
「のぞみ」の女性店主。二代目。50代。
鶏ガラみたいに痩せており、化粧気のない乾いた浅黒い肌と目尻の皺から、実年齢より老けて見える。
柄本 望（えもと のぞみ）
「のぞみ」の先代女性店主。故人。15年前に亡くなっている。
替え玉太郎（かえだま たろう）
張りのある白いTシャツとブランドものの赤いキャップが目印の人気ラーメンYouTuber。30代くらい。
すらりとした薄い体型にすべすべの毛穴一つない白い肌。髪と目は明るい茶色。
ラーメンを「うまい」としか評論できないことを佐橋に評論家と呼べないと思われている。
赤山 美香（あかやま みか）
「のぞみ」の従業員。13年前、ある出来事が原因で「めん屋 足穂」を辞めている。
森（もり）
かつて赤山が働いていた豚骨醤油ラーメンの硬派系名店「足穂」の店長。当時60代。
佐渡 恵（さわたり めぐみ）
赤山が「足穂」を辞めたころ、博多系豚骨ラーメンのチェーン店で出会ったラーメン好きの大学3年生。
初対面の赤山のことを知っていた。
片山 朝陽（かたやま あさひ）
建築家。長野県出身。5年前に「のぞみ」の改装を担当している。
かつて、ある出来事を理由に有名建築事務所を2年で退職している。
健人（けんと）
片山が有名建築事務所に勤務していた当時のアルバイト。片山の通っていた美大の後輩。
アキ
16年前、京橋の小さな冷凍食品メーカーに元夫と勤務していた女性。
産休に入るが夫が育休を取らずワンオペ育児を強いられ、ある出来事が決定打となり夫と離婚、退職している。
春（はる）
アキの子ども。中学生。
早希（さき）
冷凍食品メーカーの広報。アキの同僚。アキが在職時、社内パンフレットの新商品紹介記事の仕事を彼女に振る。
原田 萌実（はらだ もえみ）
グルメライター。「のぞみ」の紹介記事をラーメン情報誌に寄稿する。
BAKESHOP MIREY'S
- 2019年を起点とした人物設定。

秀実（ひでみ）
東京本社から1年間の任期で東北の山間の街に赴任してきた留学斡旋会社の主任社員。36歳独身。イギリスの大学に留学経験がある。
帰国後、プロ翻訳家の助手となるが徹夜続きが当たり前の業界で体調を崩し、文学的センスのなさに見切りをつけ今の会社に人生初の就職をする。
未怜（みれい）
「焼き鳥 くろ兵衛」のアルバイト。25歳。牛乳色の肌に赤茶けた髪。眠そうな顔つき。スナックの一人娘。
英国文化に興味があり、昼間「くろ兵衛」を間借りしたベイクショップの開業を夢見る。
奥岳（おくたけ）
秀実の職場から徒歩30秒の場所にある「くろ兵衛」の店主。つるりとした後頭部。
昼の間だけ実験的に手打ちうどんを出すようになり、秀実が常連になる。未怜の母親に下心がある。
未怜の母親
「スナック美冬」のママ。未怜とは折り合いが悪く、彼女のカフェの開業資金を借りたまま返済していない。
未怜の父親には籍を入れないまま姿を消されている。
安西（あんざい）
留学斡旋会社での秀実の後輩社員。新卒二次募集で就職した入社3年目。未怜とほぼ同い年。実家は四代続く酪農家。
ニューヨークの大学への進学を考え普段から節約している。
未怜が夢を語るばかりで実行に移す気配がないことから、オーブンレンジを購入しないと予想している。
安西の兄
家業を継いだばかりの酪農家。妹が残業した夜に泥だらけのワゴン車で迎えに来ることがある。
トリアージ2020
- 2020年を起点とした人物設定。

升 摩利子（ます まりこ） / ポッカレモン
40歳の妊婦。シングルマザーになることを決心し終の住処として急勾配の坂道の途中に建つ古いマンションの1階を購入する。
コロナの緊急事態宣言が発令されて以降、もどり悪阻に苦しみながら一人マンションでデザイン会社のリモートワークをこなす。
その状況をTwitterで知り合った「よこちん」に心配され、彼女の母親に食材を差し入れしてもらうことになる。
よこちん / 横山 マナミ（よこやま マナミ）
40年続く長寿医療ドラマ「トリアージ〜呼吸器内科医・宝生雅子〜」の話題のみをTwitterに投稿する40歳の女性。Twitter上で「トリアージ」の話題を通じた摩利子との交流は9年にも及ぶが、実際に会ったことは1度もない。
中3の時、レジオネラ肺炎にかかり長期入院中に視聴した「トリアージ」が自分の境遇に重なりファンになり、生まれたころに放送されていたはずの初期シーズンの「トリアージ」にも詳しい。
横山 典子（よこやま のりこ）
よこちんの母。6、70代くらい。サングラスにマスクの小柄な女性。元中学の家庭科教師。
娘に頼まれ保冷バッグに入れた妊婦が食べやすそうな食材とレシピのメモを、マンションの生垣越しに摩利子に差し入れてくれる。
マナミを妊娠中にヘビースモーカーだった新聞記者の夫を肺がんの脳への転移で亡くしている。
宮代 かをる（みやだい かをる）
「トリアージ」で宝生雅子を演じる主演女優。今ではベテラン名優だが、「トリアージ」開始当初は「お嫁さんにしたい女優」の筆頭であった。
パティオ8
- 2020年を起点とした人物設定。

三穂（みほ）
106号室の住人。30代後半。パートナーのようちゃんと弁当店と子ども食堂を運営する。
自営業の父親にほったらかしにされて育ったため、小さなころから自炊生活で、島根の高校を卒業後、あらゆる飲食店の厨房を経験する。
そんな中、区役所の社員食堂で働いていた時に区職員のようちゃんと出会う。
ようちゃん
三穂の4歳年下のパートナー。子供福祉課の元職員で、三穂に閉店後は子ども食堂になる弁当店の開業を誘われ話に乗り、役所を辞めている。
コロナによる緊急事態宣言で家庭環境が心配な子ども食堂の常連の子ども9人だけには週2で無料の弁当を配達している。
101号室 / 宮本（みやもと）
101号室の住人。無精ヒゲの中年男性。メルボルンとのリモート商談に支障が出るので、中庭で子どもを遊ばせないよう抗議する。
家電販売員の茂木の見立てでは、ワイヤレスマイクを販売する大手メーカーの社員。ふた回り近く年下の専業主婦の妻との二人暮らし。
上島 瑠里子（うえしま るりこ）
102号室の住人。30代前半。システムエンジニア。夫婦そろってリモートワーク中。
上島 学（うえしま まなぶ）
瑠里子の夫。瑠里子と同い年で、同じくシステムエンジニア。
上島 翠（うえしま みどり）
上島夫妻の娘。中学受験を控える。
上島 涼（うえしま りょう）
上島夫妻の息子。4歳。
茂木 晴海（もぎ はるみ）
103号室の住人。40歳。家電量販店の主任。
豊富な知識で全店舗ステレオ売り上げトップ3に入る有能な販売員。
茂木 昌幸（もぎ まさゆき）
晴海の夫。大学病院の放射線技師。家族へのコロナ感染を心配し、大学が提携するビジネスホテルに宿泊する。
自宅に帰っていないため、ひとりで留守番をさせている息子のことを勤務中も気になってしかたない。
茂木 望（もぎ のぞみ）
茂木夫妻の息子。小学3年生。バイオリンを習っている。
加藤（かとう）
104号室の住人。30代前半。新宿のナイトクラブ勤務のシングルマザー。カラオケが得意。
くっきりした眉に切れ長の目。美容院に行けないため伸びっぱなしの髪をカラフルなターバンでまとめる。
育児をサポートしてくれた同居人のネイリスト・恵子が故郷に帰り、クラブの休業もあり貯金を切り崩しながらワンオペ育児中。
加藤 麻里（かとう まり）
加藤の娘。本来なら今年から小学校に通学するはずだったが、コロナのせいで教科書をもらいに行ったきり。
篠原 かえで（しのはら かえで）
105号室の住人。42歳。ロマンス小説専門の翻訳家。ワンオペ育児を強いられ仕事が停滞気味。
篠原 昇（しのはら のぼる）
かえでの年下の夫。風俗情報と下衆な芸能記事で有名な週刊誌の編集員。張り込み取材のため育児に参加できない。
篠原 奏（しのはら かなで）
篠原夫妻の息子。2歳。
佐々木 雅子（ささき まさこ）
パティオ6の大家。現在はパティオ6に住んでいるが、大地主の一人娘で仲の良い両親を看取るまで屋敷に暮らしていた。
80年代にテレビドラマ「金曜日の妻たちへ」に影響され、両親に勧めて中庭のあるパティオ6が建てられた。
イーニッド・ローズ
アフリカ系の女性。40代前半。高級セレクトショップ「イーニッド・ルーム・カンパニー」のCEO。
オーストラリアでチェーン展開しており、101号室がワイヤレスマイクを売り込もうとしている商談相手。
商店街マダムショップは何故潰れないのか?
- 2022年を起点とした人物設定。

あっちゃん
日本海を望む地元の港町に戻ってきた40歳の女性。琴美とは年齢差のある幼馴染で、ここ10年LINEで仲を深めてきた。
フランス発の革製品メーカーで銀座店の副店長を任されていたが、コロナの影響で長期休業、メインターゲットの中国人観光客がゼロになり、配送センターへの辞令を告げられ、6年交際した同僚と別れたこともあり退職している。
琴美（ことみ）
先週、県立高校を卒業したばかりの分厚い眼鏡をかけた女性。東京の一流国立大学法学部への入学が決まっている。
本人曰く小学校のころから陰キャラ扱いでいじめられていないが、遠巻きにされ友達がいなかった。
マダム
20年以上前から商店街で営業している婦人雑貨店「ドゥリヤン」の店主。
20年前から紫色のショートパーマに刺繡入りのニット、すみれ色の薄いサングラスのいで立ちのまま。
女性店長
「レストラン・キネヅカ」の女性店長。20年以上前に店を切り盛りしていた老夫婦ではない、あっちゃんの知らない人物。
緑（みどり）
琴美の母。街で唯一の産婦人科医院の医院長。40歳で琴美を出産している。
東京の総合病院に勤務していたが、地元の港町に戻り先代の女性院長から医院兼住居を受け継いでいる。
あっちゃんの母
緑の同い年の幼馴染。ショッピングモール内の回転寿司屋のパート。あっちゃんを18歳で出産している。
芽衣（めい）
あっちゃんの義妹（弟の妻）。ショッピングモールで女性ばかりを狙うぶつかり男の被害に遭う。
じじい
いつも長靴にライフジャケット姿の高齢者。港町では飲食店へのクレーマーで有名。
一人暮らしで人間関係が原因で漁を引退し、やることがない。
アンシャンテの店主
海にせり出した崖に佇む民家を改造したとおぼしき喫茶店の店主。
白髪染めしたらしき茶髪をネットでまとめた70代くらいの女性。
スター誕生
- 2023年を起点とした人物設定。

真木 信介（まき しんすけ）
ワイドショーのキャスター。45歳。番組の打ち切りがささやかれている。
90年代初頭に美少年アイドルグループでデビューしたが目立たず、グループ解散後も役者としてもブレークせず、旅番組で素人のとぼけた発言をうまくひろう姿勢が注目されブレイクを果たし、昼帯キャスターに抜擢されている。
独居老人しげる（どっきょろうじんしげる）
登録者数1万人の60代の男性YouTuber。ハンチングがトレードマーク。ファミレスで動画を撮影中に口論となった女性を、彼女に非難が殺到すると高をくくって配信するが、ファン層以外に自分の方が悪いとバッシングを受け大炎上する。
MCワンオペ（エムシーワンオペ）
40代の面長な女性。ファミレスで、動画に息子が映り込んでいないかしげるに低姿勢で確認するが、動画をチェックし連絡するようしげるから名刺を渡されると、たまたま映り込んだ側がなぜそんなことをしなければいけないのかと激高、子育ての忙しさを語り出し、その様子が配信されると大バズりし、抗議の言葉が韻を踏んでいたことから「MCワンオペ」と呼ばれるようになる。
フィーメールラッパー
MCワンオペのしげるへの抗議が綺麗に韻を踏んでいることを指摘し、いつか一緒に曲を作りたいとSNSで引用したことで、様々な層にMCワンオペに注目が集まるきっかけを与える。
アーティストHATUに容姿や体型を中傷されるが、毅然とセクハラを指摘するリリックでアンサーし、若者を中心に絶賛されている。
HATU
ストリート出身で最高にクールなアーティストと90年代に認識されていたアーティストだが、女性ラッパーへのセクハラ発言で炎上してしまう。
アイドル時代の信介が所属していたグループに楽曲「SAMURAI TUNE」を提供している。
舞衣（まい）
信介の妻。28歳。小学生のころからファンだった信介と結婚、献身的に世話を焼き、セックスレスにもワンオペ育児にも不満を言わない。早口。
実は現在の信介にはさほど興味がなく、アイドル時代の信介が今でも一番の推しで、過去の信介の出演作品が復刻されると購入し、参戦服の体の線が出るタイトなワンピース以外何を着ればいいか分からないと言う。
薫（かおる）
信介と舞衣の娘。医師に驚かれるほど頭の大きな赤ん坊。舞衣が名付け親だが、後に信介のドラマデビュー作の役名が付けられていることが明らかとなる。
新庄（しんじょう）
信介のマネージャー。信介よりひとまわり年下。
アイドル時代の信介がいたグループに憧れバックダンサーを長年経験しており、彼の現状維持の姿勢をよしとしていない。
推しと結婚した本物のオタクは今の時代すごく受けると考え、信介と舞衣の二人でバラエティ番組への出演を打診する。
コスメ店員
藤沢駅から歩いてすぐの商業ビルの一階にある化粧品メーカーのコスメカウンター店員。20代前半位の制服を着た女性。
メグム
MCワンオペの息子。保育園児。「ゲゲゲの鬼太郎」が好き。

## 書誌情報
- 新潮社、2024年3月21日発売、ISBN 978-4-10-335533-5

| タイトル                                | 初出                        |
| --------------------------------------- | --------------------------- |
| めんや 評論家おことわり                 | 『小説新潮』2023年3月号[4]  |
| BAKESHOP MIREY'S                        | 『小説新潮』2019年7月号[1]  |
| トリアージ2020                          | 『小説新潮』2020年11月号[2] |
| パティオ8                               | 『文藝』2020年秋季号[6]     |
| 商店街マダムショップは何故潰れないのか? | 『小説新潮』2022年3月号[3]  |
| スター誕生                              | 『小説新潮』2023年7月号[5]  |
- パティオ8はアンソロジー集「覚醒するシスターフッド」（河出書房新社）を底本とする。

## コミカライズ
WEB漫画誌『くらげバンチ』（新潮社）にて2024年2月27日から作画：もりとおるによるコミカライズ版が連載中。